# عفاف شعيب
عفاف شعيب (19 ديسمبر 1948 -)، ممثلة مصرية.

## عن حياتها
ولدت في 6 شارع ساحل الغلال ماسبيرو بالقاهرة لأب مصري وأم مغربية. درست في «المعهد العالي للفنون المسرحية» عام 1972 ولفتت الأنظار إليها في العديد من المسلسلات التي عملت بها فانطلقت بسرعة إلى السينما ومن أفلامها؛ مسافر بلا طريق، القضية المشهورة للمخرج حسن الإمام، المعتوه، ومن المسلسلات؛ مرت الأيام، أفواه وأرانب، قيس ولبنى، اليتيم والحب، دعاء الكروان، الشهد والدموع، ارتدت الحجاب بعام 1992 واعتزلت التمثيل لكن عادت مجدداً في عام 1998 واستمرت بالتمثيل في المسلسلات.

### حياتها الأسرية
أرملة المنتج الفلسطيني رياض العريان، ولم يرزقها الله منه بأي أبناء.

## أعمالها

### الأفلام
- 1956: البحث عن جريمة
- 1971: موسيقى وجاسوسية وحب
- 1971: حادثة شرف
- 1971: البعض يعيش مرتين
- 1974: امرأة في مهب الريح
- 1977: همسات الليل
- 1978: مسافر بلا طريق
- 1978: القضية المشهورة
- 1979: خدعتني امرأة
- 1982: وضاع حبي هناك
- 1982: المعتوه
- 1983: كيدهن عظيم
- 1983: الراجل اللي باع الشمس
- 1984: وصية زوجتي
- 1986: الاختلاط ممنوع
- 1987: الشرابية
- 1987: الجمالية
- 1987: الأونطجية
- 1988: حظ من السماء
- 1988: ابتسامة في نهر الدموع
- 1989: عنبر الموت
- 1989: سكر بولاق
- 1989: انتحار مدرس ثانوي
- 1989: المرشد
- 1991: أمان يا دنيا
- 1991: اليوم المشهود
- 1992: ضد الحكومة
- 2014: اللي جاي أحسن
- 2016: البر التاني

### المسلسلات
- 1965: لا تطفئ الشمس
- 1970: الجنة العذراء
- 1972: القاهرة والناس
- 1973: وجهة نظر
- 1973: المفسدون في الأرض
- 1974: قيس ولبنى
- 1974: تحفة ومشقاص في كفر البلاص
- 1977: الأفعى
- 1978: بعد الضياع
- 1978: بستان الشوك
- 1978: أفواه وأرانب
- 1980: واهتزت الأرض
- 1980: عقبة بن نافع
- 1980: اليتيم والحب
- 1981: الشك
- 1982: ياسين وبهية
- 1982: النديم
- 1983: وعادت الأيام
- 1983: موسى بن نصير
- 1983: الشهد والدموع (ج1)
- 1984: حصاد الشر
- 1985: محمد رسول الله (ج5)
- 1985: الشهد والدموع (ج2)
- 1986: وكانت غلطة
- 1986: عطش السنين
- 1986: حارة الشرفا
- 1986: الذئب الأزرق
- 1987: ومن الليل شروق
- 1987: كوم الدكة
- 1987: أريد عريسا
- 1988: رأفت الهجان (ج1)[4]
- 1988: أبو عبيدة بن الجراح
- 1989: الزهور لا تموت
- 1990: للعدالة وجه آخر
- 1990: غريب
- 1990: رأفت الهجان (ج2)
- 1991: بعد العاصفة
- 1991: الحكم مؤجل
- 1992: في المرآة
- 1992: رأفت الهجان (ج3)
- 1998: لعبة وقلبت بجد
- 1998: السيرة الهلالية (ج2)
- 1999: خلف الأبواب المغلقة
- 2000: حديقة الشر
- 2001: الخير ينتصر أحيانا
- 2002: إمام الدعاة
- 2003: المرأة في الإسلام
- 2005: الإمام محمد عبده
- 2006: القاهرة 2000
- 2008: لسانك حصانك
- 2008: عدى النهار
- 2008: العارف بالله
- 2008: أغلى الناس
- 2010: العار
- 2010: الحارة
- 2011: مسألة كرامة
- 2011: دوران شبرا
- 2011: آدم
- 2012: الأخوة الأعداء
- 2013: ميراث الريح
- 2015: ولاد السيدة
- 2016: الكيف[1]
- 2018: فوق السحاب
- 2020: ختم النمر

### المسلسلات الإذاعية
- 1980: الزائر الغريب
- 1985: شذى الأندلس
- 1992: لمياء بنت العرب
- 1998: عذراء وادي فيران
- 2010: الإمام الشافعي
- 2010: العار
- 2015: القرندل

### المسرحيات
- 1987: ابن البلد

كان هناك مسلسل اسمه سباق المستحيل

### الرسوم المتحركة
- 2018: سليمان الحكيم
- 2021: يونس والحوت

## روابط خارجية
- عفاف شعيب على موقع IMDb (الإنجليزية)
- عفاف شعيب على موقع الدهليز
- عفاف شعيب على موقع قاعدة بيانات الأفلام العربية
- عفاف شعيب على موقع قاعدة بيانات الفيلم (الإنجليزية)